# الدعارة في الفلبين

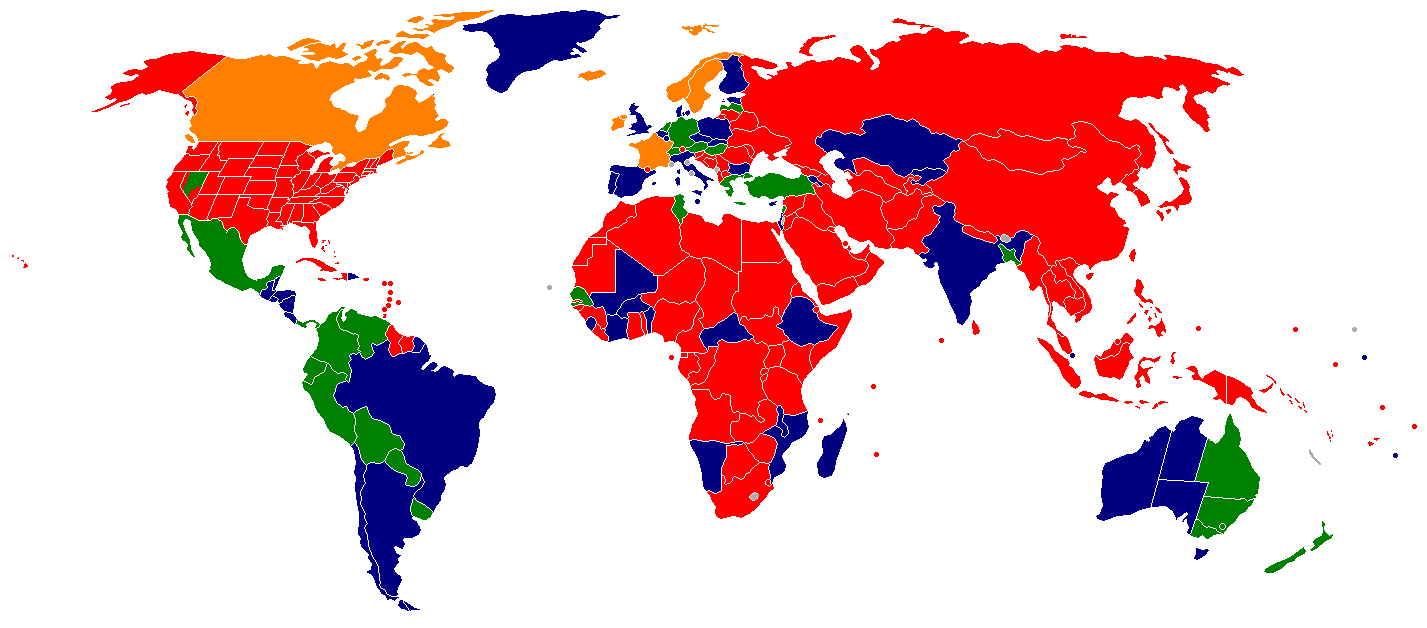
خريطة العالم تظهر الوضع القانوني للدعارة بحسب البلد:
الدعارة قانونية ومنظمة
الدعارة (مبادلة الجنس للمال) قانونية، لكن النشاطات المنظمة مثل بيوت الدعارة والقوادة غير قانونية؛ الدعارة غير منظمة
الدعارة غير قانونية
لا بيانات

الدعارة في الفلبين غير قانونية، على الرغم من تغلغلها الواسع داخل المجتمع في بعض الأماكن نتيجة غياب الجهات المختصة المسؤولة عن جرائم الجنس والعاملين فيه. شُدِدت في الآونة الأخيرة عقوبة الإتجار بالبشر للسجن مدى الحياة، بموجب ما ينص عليه قانون محاربة الإتجار لسنة 2003. تستطيع الحصول على الدعارة من البارات، النوادي الليلية، كاريوكي بار (المعروفه أيضا باسم كيه تي في إس)، صالات المساج، بيوت الدعارة (تعرف أيضا باسم كاسا)، بنات الليل ومرافق الخدمات.
في دراسة أجرتها جامعة الفلبين للمعهد السكاني ومؤسسة البحث والتطوير الديموغرافي بعنوان «دراسة حول الخصوبة والحياة الجنسية لدى الشباب» عام 2002، وجدت أن نسبة 19% من الشباب قد دفعوا مالا لقاء الحصول على خدمات جنسية، وأن 11% تلقوا مدفوعات مالية مقابل الخدمات.
وفقا لإحصائية تم إجراءاها عام 2013، تم تقدير عدد العاملين في الدعارة بالبلاد بأكثر من 500,000 شخص عندما كان يبلغ عدد سكان الفلبين 97.5 مليون نسمة. لكن في دراسة أُجريت عام 2005، صرَّح السيناتور باي كايتانو في مطالبتها بقانون مناهضة الدعارة (رقم الوثيقه 2341، في عقد 2010) أن رقم الأشخاص المتورطين بأعمال مرتبطة بالدعارة يمكن أن يصل إلى أكثر من 800,000 شخص. تم تقديم الوثيقه مرة أخرى في عام 2013 تحت رقم 3382، وفي عام 2015 تحت رقم 2621.

## الدعارة في الأماكن المختلفة

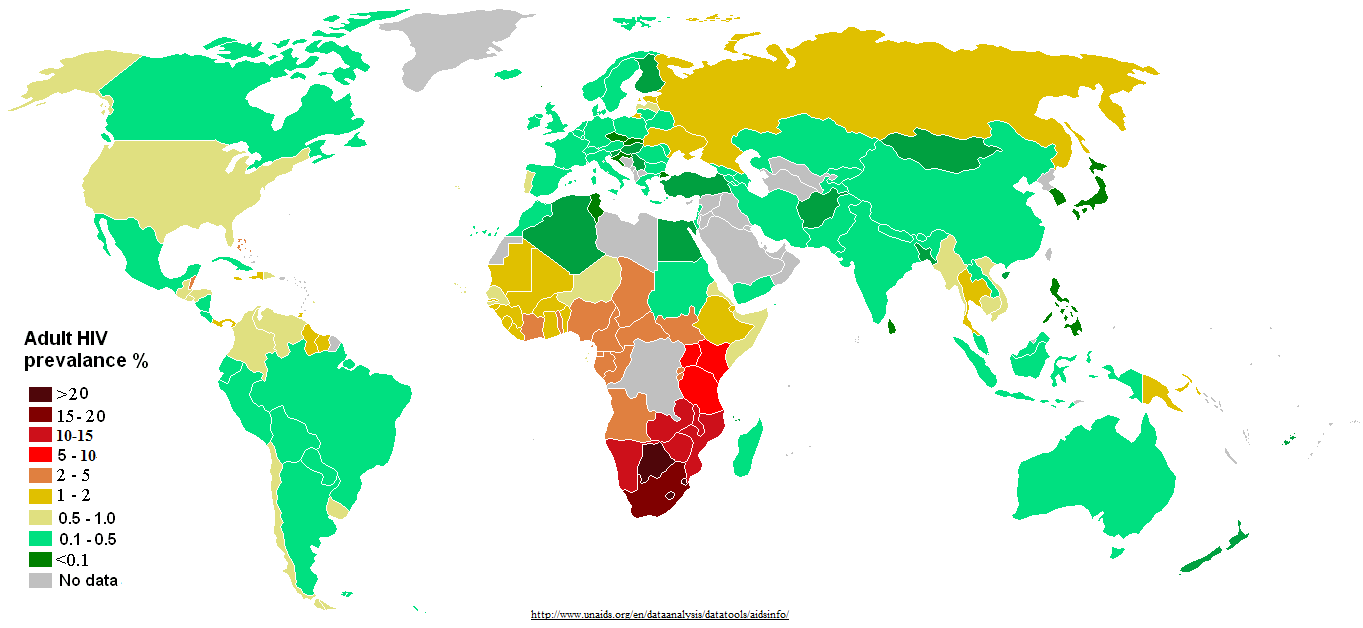
إحصائية عام 2005 لنسبة الشباب من 15-45 عاما المصابيين بأمراض منتقلة جنسيا كفيروس العوز المناعي البشري والإيدز

تتمركز أماكن الدعارة في الأماكن الشعبية والأماكن السياحية. الأمر الذي جذب اهتمام وسائل الإعلام للبحث والتقصي عن مصادر تمويل هذه الأعمال خصوصا السياحة الجنسية والتي تقدمها الفتيات في النوادي الليلية. لعل أشهر المدن التي تنتشر بها هذه السياحة هي مدينة اولونجابو، مدينة انجلس، ليجازبي في ألباي، مدينة باساي وخليج سوبيك في زامباله، يكون السياح غالبا هم رجال أعمال من شرق أسيا والعالم الغربي.
كانت أعلى نسب ممارسة الدعارة في البلاد من نصيب مدينتي اولونجابو وأنجيلز سيتي في فترة تواجد الجيش الأمريكي في قاعدة خليج سوباك البحرية وقاعدة كلارك الجوية. مع انفجار بركان مونت بيناتوبو في عام 1991 وتحطيمه لأغلب القاعدة الجوية قامت الولايات المتحدة بإغلاق القاعدة في عام 1992. نتج عن ذلك إغلاق العديد من بيوت الدعارة لكن مع قرار عمدة مانيلا، الفريدو ليم، بتجريم تجارة الجنس في منطقة ارميتا في مانيلا في بداية دورته الانتخابية في عام 1992، إنتقلت العديد من الأموال للإستثمار في مدينة أنجيلز سيتي مؤسسين بذلك مركزا جديدا للسياحة الجنسية.
ظهرت أيضا في ذلك الوقت مناطق أخرى على خريطة السياحة الجنسية في الفلبين مثل سيبو.
تلعب مواقع التواعد على الإنترنت دورا كبيرا في انتشار هذه الأعمال.

## الأسباب
لا يوجد سبب وحيد وأساسي يمكن أن يفسر الانتشار الكبير للدعارة في الفلبين، لكن يمكن القول أن الفقر له النصيب الأكبر في ذلك لكن يرجع أيضا إلى نظرة الشعب الفلبيني إلى المال وتقبل ثقافتهم لفكرة الدعارة دورا كبيرا في الانتشار.

### الفقر
وفقا لاحصائية نشرتها حكومة الفلبين في عام 2015، فان نسبة الفقر في الدولة قد تخطت حاجز 26.3% من نسبة السكان، وحتى مع انخفاض هذة النسبة في الأعوام السابقة لا يزال يعتبر أحد أهم أسباب انتشار الدعارة وممارسة الفتيات وعائلتها لهذا النوع من الأعمال ليحافظوا على مستوى معيشة ثابت. عدد كبير من الفتيات اللاتي سافرن إلى مدينة انجلس كانوا في الأصل من الريف وخصوصا مدينة سامر، ليتي، بيسايا رأوا صديقاتهم يعيشون في مستوى أفضل بسبب عملهم في الدعارة.
لا يمكن اعتبار الفقر هو السبب الأساسي للانتشار الكبير لهذه الصناعة فتوجد بلاد بها نسبة فقر أكبر ولكن بنسبة دعارة أقل مما يثبت ان انتشار الدعارة متعلق بموافقة ثقافة الشعب.

### القوات البحرية والجوية الأمريكية
انتشرت الدعارة في مدينة انجلس في أنحاء قاعدة كلارك الجوية منذ أوائل ستينات القرن الماضي، عند تواجد القوات في المدينة بسبب حرب فيتنام. ومع بداية فترة السبعينات، كان الشارع الرئيسي لمدينة أولنجابو يحتوي على أكثر من 30 فتاة ليل يستهدفون أفراد الجيش الأمريكي. منذ ذلك الحين سميت المدينة بمدينة الخطئية.
اشترطت القوات الأمريكية على المومسات أن يجروا اختبارات الأمراض الجنسية كالزهري في هئيات الصحة الحكومية قبل حصولهم على رخصه مزاولة المهنة، مؤكدين على الجنود أن لا يمارسوا الجنس إلا مع من لدية رخصه بذلك. كما أرسلت هيئات الصحة صور من جاءت نتيجته سلبية أي مصاب بأمراض إلى القواعد الأمريكية.
لم يتغير سيناريو المدينتين كثيرت بعد إغلاق الحكومة الأمريكية للقاعدتين، فكل ما تغير هو الزبون فسريعا ما تبدل الزبون من الجندي الأمريكي إلى رجل الأعمال وانتشار مفهوم السياحة الجنسية لتتحول مدينة انجلس إلى وكر للباحثين عن الجنس تحت اسم الترفيهة.
في عهد المحافظ جاين جوردن تم إغلاق البارات في ظاهر الصورة، لكن في الواقع تم نقل هذه البارات إلى مدن مجاورة مثل باريو باريتو والتي تحتوي على أكثر من 40 بار ونادي ليلي.

### أمهات غير متزوجات
تدخل بعض النساء إلى صناعة البغاء بعد أن يصبحن أمهات غير متزوجات. تتنوع أسباب هذة الظاهرة من انحدار مستوى الثقافة الجنسية مرورا بتقبل ثقافة المجتمع الفلبيني للدعارة وافتخار الذكور بعدد النساء التي حملت منه وانتهاءا بحالة الفقر الشديدة التي تجتاح أغلب الأماكن.
أكثر من نصف الأطفال المولودة كل عام تكون من علاقة غير شرعية ولا يتم تسجيلهم، ومؤخرا أعلنت الحكومة الفلبينية أن نسبة زيادة الأطفال غير الشرعيين تزداد بمعدل 2% كل عام.

## العنف والإكراه
النساء والأطفال العاملين في مجال الدعارة هم الأكثر عرضه لعمليات الإغتصاب، القتل، الإيدز والأمراض المنتقلة جنسيا.
تشير الدراسات الاستقصائية إلى أن 34% من النساء التي تعمل في مجال الدعارة قد دخلوها لدعم أبائهم الفقراء، 8% لدعم أشقاء غير قادرين على العمل، 28% لدعم أزواج أو عشيقهم. بينما قال أكثر من 20% بأنها وسيله جيدة وسهلة لكسب المال في حين قال 2% بأنهم يستمتعون بالعمل.
اعترف ثلث العدد بأنهم قد تعرضوا للعنف الجسدي والتحرش أغلبها جاءت من رجال الشرطة يليهم مسئولي المدينة ثم أفراد العصابات.
وفقا لدراسة استقصائية أجرتها منظمة العمل الدولية، تم اختيار الدعارة واحدة من أكثر الأعمال انحطاطا. أكثر من 50% من نساء الفلبين اللاتي تعملن في صالات المساج مجبرين على هذا العمل، بينما 20% قالوا إنهم رضوا بهذا العمل حتى لا يعملن بالدعارة لأنها خطيئة.
اعترفت بعض العاملات بأنهم لم يشعروا بأي تأنيب ضمير لممارستهم الجنس مع العملاء بينما قال الباقي بأنهم نادمين على ذلك.

## وصلات خارجية
- الدعارة حسب البلد
- مقال بقلم عمار باكشي عن ابنة عاهرة فلبينية أمريكية

فيديوهات
- جولة في شارع فيلدز، مدينة أنجيليس، الفلبين.
- الدعارة في الفلبيين.
- دعارة القاصرات في الملاهي الليلية بالفلبيين
- وثائقي عن عمل القاصرات في الدعارة